# Liste von 9Live-Sendungen

Logo von 9Live

Die Liste von 9Live-Sendungen enthält eine bisher noch unvollständige Aufzählung aller Sendungen und Serien, die bei 9Live ausgestrahlt wurden.

## Eigenproduktionen

### Vom Sendernetzwerk ProSiebenSat.1 Media
- 9Live Brunch, Call-in-Quizshow am Samstagmorgen mit diversen 9Live-Moderatoren (2003–2011)
- 9Live Dreizwoeins, Nachmittags-Call-in-Quizshow mit diversen 9Live-Moderatoren (2004–2006)
- 9Live Frühstücksclub, morgendliche Call-in-Quizshow mit diversen 9Live-Moderatoren am Wochenende (2005–2008)
- 9Live Goldshow, Call-in-Quizshow mit diversen 9Live-Moderatoren, bei der die Mitglieder des Bonusprogramms 9Live Gold zusätzliche Gewinne bekamen. (2005–2008)
- 9Live Feierabend, Call-in-Quizshow im Vorabendprogramm mit diversen 9Live-Moderatoren (2004–2011)
- 9Live Kaffeeklatsch, Call-in-Quizshow am Nachmittag mit diversen 9Live-Moderatoren (2006–2007)
- 9Live Klassenzimmer, Call-in-Quizshow mit Anna Heesch, teilweise auch anderen 9Live-Moderatoren mit schulischer Thematik (2003–2005)
- 9Live Leichter Leben, Servicemagazin mit Heidrun von Goessel und Eva Grünbauer und Gästen und Astrologen etwa Winfried Noé (2004–2007)
- 9Live Mahlzeit, Kochquizshow mit diversen 9Live-Moderatoren, später verbunden in die Sendung 9Live Morgen
- 9Live Mitmachkolleg, Call-in-Quizshow mit allgemeinbildender Thematik, moderiert von diversen 9Live-Moderatoren (2003–2004)
- 9Live Morgen, Koch- und Musikshow mit diversen 9Live-Moderatoren, entstanden aus den Shows 9Live Mahlzeit und Aber bitte mit Schlager
- 9Live Nachtclub, interaktive Late-Night-Show mit neuen potenziellen 9Live-Moderatoren (2004)
- 9Live PISA, Quizshow um die Pisa-Studie mit Frank Jakob, Peter Illmann und wechselnden Professoren und Dozenten der Universität München (2003–2004)
- 9Live Plattenteller, Musikquizshow mit Uwe Hübner (2001–2002), Nachfolgeformat von "tm3 Plattenteller" aus dem tm3-Programm
- 9Live Pronto, Call-in-Quizshow mit diversen 9Live-Moderatoren (2003–2006)
- 9Live Quizfabrik, Call-in-Quizshow mit diversen 9Live-Moderatoren, die Musikquizfragen stellten und auch Blicke hinter den Kulissen von 9Live zeigten (2006–2008)
- 9Live Reiseclub, Call-in-Quiz und Gameshow mit Reisethematik mit Gül Dericioglu, Robin Bade und Frank Jakob (2003–2005)
- 9Live Schlaflos, einst bekannt als Popstars – das Quiz, Call-in-Quizshow mit diversen 9Live-Moderatoren mit Spielen, teilweise mit tagesaktueller Thematik (2003–2007)
- 9Live Supertor, Spielshow mit Torsten Knippertz und Uli Stein, bei der der Zuschauer über das Telefon, verbunden zu einem Fußballschussgerät ein Tor schießen soll, dass Uli Stein im Studio halten soll (2004)
- 9Live Tierglück, Quizshow mit Anna Heesch, bei der auch Tiere aus dem Tierheim München vermittelt wurden (2004–2006)
- 9Live Tierfilm, Call-in-Quiz mit diversen 9Live-Moderatoren, unterbrochen durch Tierdokumentationen von der Marco Polo Produktion (2006–2007)
- 9Live Unterwegs, Quizshow mit Natalie Langer, die die Quizfragen an öffentlichen Orten zufälligen Passanten stellte (2007–2008)
- 9Live Zuhause, interaktive Realityshow mit diversen 9Live-Moderatoren und Gästen, es gab auch das Spin-off 9Live Sommercamp (2002–2004)
- 90Live, Fußball-Quizshow mit Peer Kusmagk, Torsten Knippertz, Isabella Müller-Reinhardt und diversen 9Live-Moderatoren (2002–2005)
- Aber bitte mit Schlager, Quizshow über den Schlager mit Matthias Lutz, Matthias Carras, Wolfgang André, Anja Burkhardt und Bernie Kraus als Studiomusiker, in jeder Sendung traten bekannte Künstler aus Schlager und Volksmusik auf, später umgewandelt in die Show 9Live Morgen (2004–2007)
- Alle gegen Draeger, Gameshow mit Jörg Draeger, ähnlich der Show Geh aufs Ganze (2004–2006)
- Alles auf Rot, Call-in-Gameshow, später Call-in-Quizshow mit Thomas Schürmann und Michael Koslar, später mit diversen 9Live-Moderatoren, übernommen aus dem Programm von tm3 (2001–2009)
- Alles auf Rot-Licht, Erotikspielshow mit Lydia Pirelli (2002–2006)
- Bei uns, interaktive Mittagsquizshow mit diversen 9Live-Moderatoren, Nachfolgeformat von 9Live Morgen (2006–2011)
- Bitte freimachen, nächtliche Call-in-Quizshow mit diversen 9Live-Moderatoren und diversen Erotikmodells, etwa Samira Summer, die, ähnlich wie bei Tutti Frutti, bei Gewinnen sich auszogen. (2005–2008)
- Cash, Call-in-Quiz mit diversen 9Live-Moderatoren, Nachfolgeformat von Funny Money (2007–2008)
- Cash the Fish, interaktive Spielshow in der Nacht ohne Moderation, begleitet von Chill-Musik (2005)
- Das ist 9Live, Clipshow mit diversen 9Live-Moderatoren (2008)
- Der unfassbare Gewinn, Call-in-Show mit großen Gewinnen, etwa Autos, moderiert von diversen 9Live-Moderatoren (2005–2011)
- Die 100.000-Euro Frage, Quizshow mit Jörg Draeger, später umgewandelt zur Jörg Draeger Show (2002–2003)
- Die Biber Lars Vegas Show, interaktive und animierte Gameshow mit Ali Khan als Biber Lars Vegas (2007)
- Die Koffershow, auch genannt "Edel-Koffershow & Schrabbelkoffer", Call-in-Quiz- und Spielshow mit diversen 9Livemoderatoren, deren Gewinne in Koffern versteckt waren, die sich der Zuschauer auswählen konnte (2006–2008)
- Die XXL-Show, mehrstündige Call-in-Quiz- und Spielshow mit diversen 9Livemoderatoren, die zu besonderen Tagen mit unterschiedlichen Mottos und Sendungstiteln ausgestrahlt wurden, etwa zum Geburtstag von 9Live, zur Sommerzeitumstellung etc. (2003–2011)
- do it yourself, interaktive Heimwerkershow mit Jennah Karthes und anderen Moderatoren (2001–2005)
- FLASH – Die 9Live Castingshow, mit Mandana Naderian und diversen 9Live Moderatoren, später mit Ricky Harris, übernommen aus dem Programm von tm3 (2001–2004)
- Funny Money, interaktive Call-in-Quizshow mit diversen 9Live-Moderatoren, die neben Spielen kurze lustige Clips zeigten, abgelöst durch "Cash"(2006–2007)
- Geld oder Draeger, kurzweilige Gameshow mit Jörg Draeger, es gab nur fünf Folgen dieser Sendung (2007)
- Geld oder Risiko, interaktive Spielshow mit diversen 9Live-Moderatoren (2006–2009)
- Geld unters Volk, Realityquiz mit Isabel Varell und Thomas Schürmann (2005)
- Glücksrad, Gameshow mit Frederic Meisner und Ramona Drews (2004)
- greif an!, Quizshow mit Wolf-Dieter Herrmann, später Meinert Krabbe und Alida Kurras (2001–2002), übernommen aus dem tm3-Programm
- Greif ab!, Call-in-Quizshow mit Thomas Schürmann und Alida Kurras diversen 9Live-Moderatoren, entstanden aus greif an!, wurde später umbenannt zu Quizzo bzw. Las Vegas/9Live Vegas (2002–2003)
- Die Harald Schmidt Show, Wiederholungen der ehemaligen Sat.1-Comedyshow mit Harald Schmidt (2006)
- Im Stadl, Volksmusikquizshow mit Maria Mathis (2006)
- Innovationsbühne, ein Sendeplatz im 9Live-Programm, in dem verschiedene Fernsehkonzepte ausprobiert wurden, etwa das interaktive Quiz "GeoQuizz", das einige Zeit als eigenständige Show im 9Live-Programm lief (2006)
- Die Jörg Draeger Show, Quizshow mit Jörg Draeger, Nachfolgeformat von "100.000,- Euro-Frage", aber mit neuem Konzept (2003–2004)
- Jupiter & Co, interaktive Astrologieshow mit Patrizia Fernandez und der Astrologin Jasmin Rachlitz, wurde abgelöst von Yin Yang (2001–2005)
- la notte, Erotikquizshow mit Biggy Bardot, Jana Bach und anderen Erotikstars (2006–2007)
- leben und wohnen, Servicemagazin, übernommen aus dem tm3-Programm (2001–2004)
- Lämmermanns Keller, Comedy-Quizshow mit Frank Lämmermann (2005)
- Malen und Zahlen, Call-in-Quizshow mit diversen 9Live-Moderatoren, bei denen auch ein Karikaturist dabei war, dessen Zeichnung auch verlost wurde (2003–2005)
- Neue Liebe, neues Glück, Chat- und Datingshow mit Sandra Ahrabian, Benny Schnier und anderen (2004–2005)
- News nach 12, Pressequizshow mit diversen 9Live-Moderatoren, Nachfolgeformat von News nach Neun von tm3 (2001–2002)
- Planet 9, auch genannt Planet, einst Call-in-Quizshow mit astronomischer Thematik, später gewöhnliche Call-in-Quizshow mit diversen 9Live-Moderatoren (2003–2011)
- people, Prominentenquizshow mit Johannes Simon und Karsten Linke, übernommen aus dem Programm von tm3 (2001–2002)
- Quiz vor 11, Musikquizshow, in der diverse 9Live-Moderatoren am Set ihrer 9Live-Sendungen über immer wieder gleiche Einspieler den Zuschauern unterschiedliche Quizfragen stellten, zwischendurch wurden Schlagerclips gezeigt (2003–2004)
- Quizzo, Call-in-Quizshow mit diversen 9Live-Moderatoren, entstanden aus Greif ab!, wurde später umbenannt zu Las Vegas/9Live Vegas, wurde ab 2006 wieder als Quizzo ins Programm genommen (2003–2005/2006–2011)
- Ratz Fatz, sehr kurze interaktive Quizshow (meist 20 Minuten lang) mit diversen 9Live-Moderatoren (2003–2004)
- Reisetraum/Städtetraum, Reisemagazin mit Iha von der Schulenburg und Andrea Sokol, später mit Wiederholungen, übernommen aus dem tm3-Programm (2001–2006)
- Richtig oder Schmerz, Call-in-Quizshow mit diversen 9Live-Moderatoren, die bei Falschantworten tun mussten, was der Zuschauer sagt (2006–2008)
- Spieleabend, abendliche interaktive Call-in-Gameshow mit diversen 9Live-Moderatoren (2004–2006)
- Spielmittag, interaktive Spielshow mit diversen 9Live-Moderatoren (2002–2003)
- Spielplanet, Call-in-Spielshow, teilweise mit astronomischer Thematik, mit Studiokandidaten, moderiert von diversen 9Live-Moderatoren (2003–2005)
- Starlite, Talk-Quizshow mit und über Prominente, später über Filme mit Anna Heesch, übernommen aus dem tm3-Programm(2001–2002)
- Schürmanns Gebot, Realityshow mit Thomas Schürmann, ähnlich der Show Cashman von RTL2 (2004–2005)
- Sie wünschen, wir kochen, Koch-Schlagershow mit Pit Weyrich, später mit wechselnden 9Live-Moderatoren
- sonnenklar, Reiseverkaufsshow mit Michael „Goofy“ Förster, Gesa Thoma, Ulf-Dieter Kunstmann und anderen, bevor es ein eigener Sender wurde, ging aus der Show "Urlaubsreif" von tm3 hervor (2001–2003), später auch mit eigenem Programmfenster bei 9Live
- Sprich dich aus!, Talkquiz mit diversen 9Live Moderatoren (2005)
- Tanzmarathon, Gameshow rund ums Tanzen mit Hugo Egon Balder, Maike Tatzig, Anna Heesch und Thomas Schürmann (2002)
- Tanzmarathon – Das Quiz, Quizshow zur Gameshow mit diversen 9Live-Moderatoren (2002)
- Urlaubsglück, ehemals Reisequizshow, später gewöhnliche Call-in-Quizshow mit Thomas Schürmann, später mit diversen 9Live-Moderatoren wie Gül Dericioglu, Martin Scholz und anderen, übernommen als dem tm3-Programm (2001–2010)
- vorher-nachher-Show, Mode- und Stylingsendung mit Eva Grünbauer, ab 2004 mit Alida Kurras, dann auch mit Call-in-Elementen übernommen aus dem Programm von tm3 (2001, 2002, 2004–2005)
- VIP-News, Prominentenquizshow mit Anna Heesch (2001–2003)
- Werd reich, interaktive Call-in-Gameshow mit diversen 9Live-Moderatoren (2006–2008)
- wow tv, Tierquizshow mit Gernot Wassmann und Markus Lürick, übernommen aus dem Programm von tm3 (2001–2002)
- Yin Yang, interaktive Esoterikshow mit Anna Heesch und Gästen, Nachfolgeformat von Jupiter & Co (2005–2006)

#### Fernsehserien
- Allein unter Bauern, Comedyserie (Juni 2011)
- Alles außer Sex, Dramedyserie (Juni 2011 – Juli 2011)
- Deadline – Jede Sekunde zählt, Krimiserie (Juni 2011, ab der 10. Episode Erstausstrahlung)
- Die Rote Meile, Fernsehserie (2007–2008)
- Der Denver-Clan, Dramaserie, untermalt von der Quizshow "Denver für Gewinner" (2003–2005)
- Eine wie keine, Daily Soap (Juni 2011 – August 2011)
- Blond: Eva Blond!, Krimiserie (Juli 2011)
- Für alle Fälle Stefanie, Krankenhausserie (August 2006 – Juni 2007, Juni 2011 – August 2011)
- Hallo, Onkel Doc!, Artzserie (April 2007)
- Hart aber herzlich, Actionserie (2005–2007)
- Klinikum Berlin Mitte – Leben in Bereitschaft, Krankenhausserie (Januar 2009 – Mai 2009, Juli 2011)
- Kommissar Rex, Krimiserie (April 2009 – November 2009, Juni 2011 – August 2011)
- Love Boat, Comedyserie, untermalt von der Quizshow "Love Boat – Interaktiv" (2001–2003)
- M*A*S*H, Fernsehserie, untermalt von der Quizshow "MASH – Interaktiv" (2001–2004)
- Mallorca – Suche nach dem Paradies, Seifenoper, untermalt von der Quizshow "Mallorca Interaktiv" (2001–2003, März 2008 – Mai 2008)
- Miami Vice, Kriminalserie (2007–2009)
- R. I. S. – Die Sprache der Toten, Krimiserie (Juni 2011)
- Schmetterlinge im Bauch, Telenovela (August 2009 – Oktober 2009)
- Sommer und Bolten: Gute Ärzte, keine Engel, Arztserie (Juli 2011)
- Typisch Sophie, Anwaltserie (Juli 2011)
- Verliebt in Berlin, Telenovela (Januar 2008 – Mai 2009)
- Verrückt nach Clara, Dramedy (Juni 2011 – Juli 2011)
- Volles Haus, Comedyserie (Juni 2011 – August 2011, ab der 5. Episode Erstausstrahlung)
- Wolffs Revier, Krimiserie (April 2007 – September 2009)

### Von9Live
- Astro TV, Astrosendung (Juni 2011 – August 2011, 10:00 bis 11:00 Uhr und 14:15 bis 16:15 Uhr)
- ChatStrip.tv, Erotiksendung (2010 – August 2011)
- Infomercials, Teleshoppingsendung (Juni 2011 – August 2011, 08:00 bis 10:00 Uhr, 11:25 bis 13:25 Uhr und 17:00 bis 18:45 Uhr)
- la notte-sexy night@9live, Erotiksendung (September 2001 – August 2011)

## Fremdproduktionen

### Fernsehserien
- Justice – Nicht schuldig, US-amerikanische Anwaltserie (Juni 2011 – August 2011)
- Nip/Tuck – Schönheit hat ihren Preis, US-amerikanische Dramaserie (Juni 2011)
- Practice – Die Anwälte, US-amerikanische Justizserie (Juni 2011 – August 2011, ab der 160. Episode deutsche Erstausstrahlung)
- Samantha Who?, US-amerikanische Sitcom (Juni 2011 – Juli 2011)
- The Class, US-amerikanische Comedyserie (Juni 2011 – Juli 2011)
- The Nine – Die Geiseln, US-amerikanische Mystery-, Action- und Dramaserie (Juni 2011)
- Wer ist hier der Boss?, US-amerikanische Sitcom (Juni 2011 – August 2011)

### Fernsehsendungen
- 9Live Datingshow, Datingshow von chatloft.de
- 9Live Tarot heute, Astroshow mit Übertragungen des Fernsehsenders Astro TV
- 9Live Jobchance, Ratgebersendung über den Beruf, mit Tipps zur erfolgreichen und bundesweiten Jobangeboten, mit Kooperation mit monster.de (2003–2004), produziert im Auftrag von 9Live von der UFA Entertainment GmbH
- Arabella, Talkshow, Wiederholungen aus dem ProSieben-Programm
- Andreas Türck, Talkshow, Wiederholungen aus dem ProSieben-Programm
- Das Sat.1 Automagazin, Wiederholungen aus dem Sat.1 Programm
- Das Geständnis – Heute sage ich alles!, Talkshow, Wiederholungen aus dem ProSieben-Programm
- Die Quizshow, Quizshow mit Matthias Öpdenhövel, Wiederholungen aus dem Sat.1-Programm
- Galeria TV, Servicemagazin für Galeria Kaufhof mit Esha Chakravarty und Meinert Krabbe (2004–2005)
- Nicole, Talkshow, Wiederholungen aus dem ProSieben-Programm
- Quizfire, Quizshow mit Sebastian Deyle, Wiederholungen aus dem Sat.1-Programm
- Quiz Taxi, Quizshow mit Thomas Hackenberg, Wiederholungen aus dem kabel eins-Programm, umrandet durch die Call-in-Quizshow "Call Taxi" mit diversen 9Live-Moderatoren
- talk talk talk, Talkclipshow, Wiederholungen aus dem ProSieben-Programm, auch ausgestrahlt als 9Live Talkmix
- Zacherl - einfach kochen, Kochshow mit Ralf Zacherl, Wiederholungen aus dem ProSieben-Programm.